# Ammodaucus
Ammodaucus är ett växtsläkte i familjen flockblommiga växter. Det beskrevs av Ernest Saint-Charles Cosson 1859. Släktets arter förekommer på Kanarieöarna och i Sahara.

## Arter
Släktet har två arter: Ammodaucus leucotrichus och Ammodaucus maroccanus.